# Harth (Büren)
Harth ist eine südliche Ortschaft der Stadt Büren, Nordrhein-Westfalen. Der Ort zählt 823 Einwohner (Stand 31. Dezember 2019) und ist für die Harther Winterfestspiele bekannt. Zur Harth gehört der Ortsteil Ringelstein.

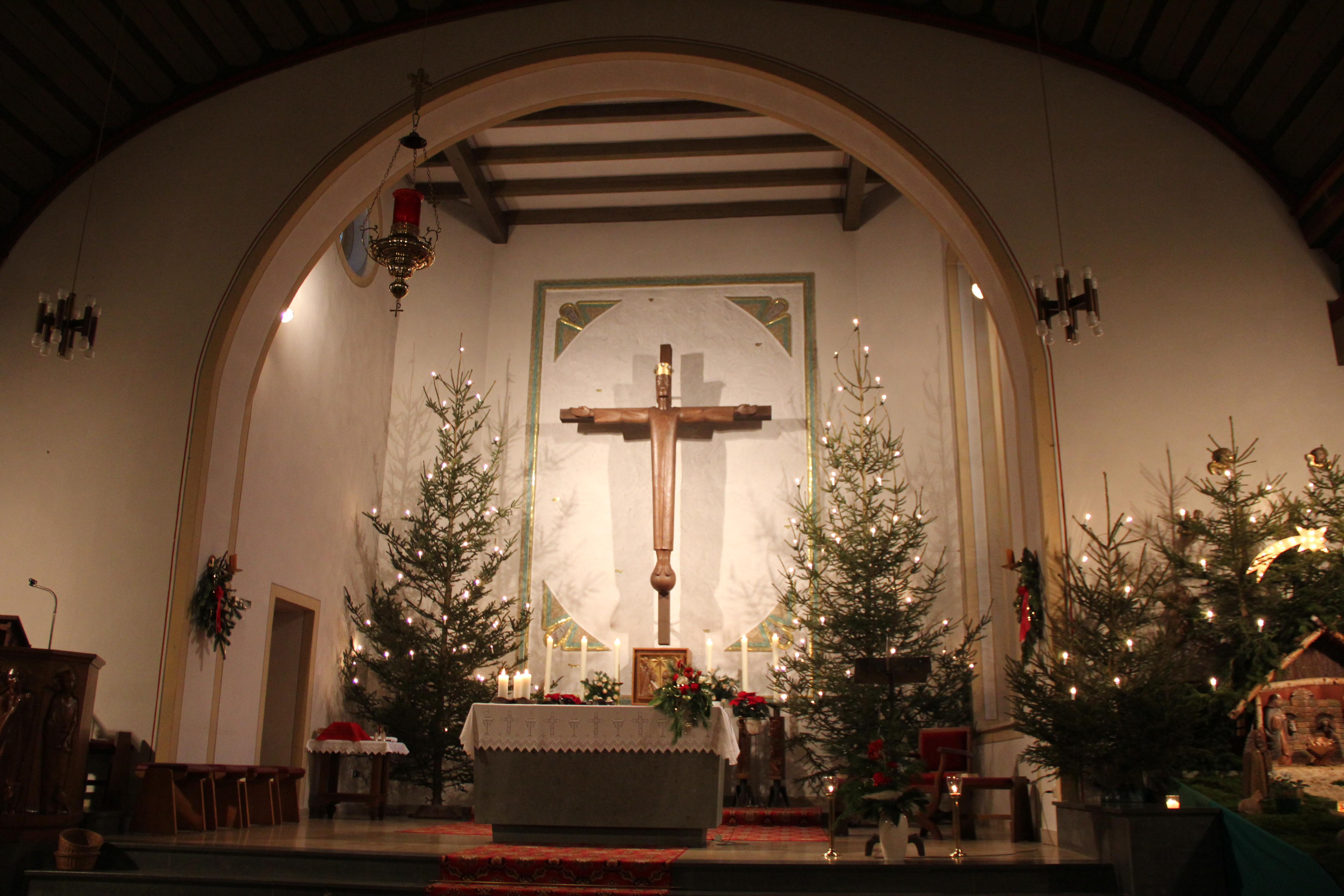
Kirche St. Johannes Nepomuk in Harth zur Weihnachtszeit

In der Nähe befinden sich die Burgruine Ringelstein und der Hexenkeller. Harth grenzt an die Bürener Ortschaften Weiberg und Barkhausen, den Hochsauerlandkreis sowie die Stadt Bad Wünnenberg. Der Ortsvorsteher ist Matthias Schael.

## Geschichte
Harth gehörte bis zu den Napoleonischen Kriegen zur Herrschaft Büren im Hochstift Paderborn. Im Königreich Westphalen bildete der Ort von 1807 bis 1813 eine Gemeinde im Kanton Büren des Distrikts Paderborn im Departement der Fulda. 1816 kam die Gemeinde Harth zum neuen Kreis Büren, in dem sie bis 1895 zum Amt Büren und danach bis 1974 zum Amt Büren-Land gehörte. Durch das Sauerland/Paderborn-Gesetz wurde Harth am 1. Januar 1975 in die Stadt Büren eingemeindet.
Im September 2009 war der Harther Schützenverein Ausrichter des 52. Kreisschützenfestes des Altkreises Büren. Zum Höhepunkt gehörte der Auftritt des Schlagerstars Dj Ötzi am Kreisschützenfestsamstag im Festzelt.

## Töchter und Söhne
- Josef Pollmann (* 1912), katholischer Religionspädagoge und ordentlicher Professor an der PH Westfalen-Lippe (Abteilung Paderborn).[5]